# Rodica Mateescu
Rodica Mateescu (Bucarest, Rumania, 13 de marzo de 1971) es una atleta rumana, especializada en la prueba de triple salto en la que llegó a ser subcampeona mundial en 1997.

## Carrera deportiva
En el Mundial de Atenas 1997 ganó la medalla de plata en triple salto, llegando hasta los 15.16 metros que fue récord nacional de Rumania, siendo superada por la checa Šárka Kašpárková (oro con 15.20 m que fue récord nacional de la República Checa) y por delante de la ucraniana Olena Hovorova (bronce con 14.67 m que fue su mejor marca personal).